# 長内孝樹
長内 孝樹（おさない こうじゅ、1999年3月1日 - ）は、青森県北津軽郡鶴田町出身で、高砂部屋所属の現役大相撲力士。本名同じ。身長177.5cm、体重110.9kg。最高位は東幕下5枚目（2025年1月場所）。

## 来歴
相撲は鶴田町立梅沢小学校1年次から地元の鶴田相撲道場で始めた。鶴田町立鶴田中学校を経て青森県立五所川原農林高等学校へ進み、高校2年次と3年次に国体で2年続けて個人5位の実績を残した。高校卒業後は近畿大学へ進学し、2年次に全国学生相撲個人体重別選手権大会115kg未満級優勝、3年次に世界相撲選手権大会115kg未満級2位、4年次に西日本学生相撲個人体重別選手権無差別級優勝などの実績を残した。大学時代のタイトルは5個である。
大学卒業後は家族の勧めもあって大相撲の高砂部屋へ入門し、2021年3月場所で初土俵を踏んだ。8代高砂（元関脇・朝赤龍）の直弟子第1号である。入門時、目標の力士には兄弟子で近畿大学出身の朝乃山の名を挙げた。初めて番付に名前が載った5月場所は藤青雲に敗れて6勝1敗。翌7月場所は序二段に上がり、藤青雲との優勝決定戦に勝利して序二段優勝を果たした。2場所後の同年11月場所は東三段目2枚目で3勝4敗と自身初めての負け越し。続く2022年1月場所は7戦全勝としたが、向中野との優勝決定戦に敗れて三段目優勝を逃した。
2024年11月場所は7戦全勝で幕下優勝を果たした。13日目の7番相撲で北勝丸を破って優勝を決めた一番については、「土俵際で残すのは持ち味なので俵に足が掛かった時はいけると思った。うれしいよりも緊張していたのでほっとした」と振り返り、その上で来場所以降については、「来年が勝負になると思うので来場所は勝ち越して関取を目指していきたい。幕下優勝はチャンスだと思って生かしたい」と意気込んだ。

## 主な成績
2025年7月場所終了現在

### 通算成績
- 通算成績：100勝79敗3休（26場所）

### 各段優勝
- 幕下優勝：1回（2024年11月場所）
- 序二段優勝：1回（2021年7月場所）

### 場所別成績
| | 一月場所 初場所（東京） | 三月場所 春場所（大阪） | 五月場所 夏場所（東京） | 七月場所 名古屋場所（愛知） | 九月場所 秋場所（東京） | 十一月場所 九州場所（福岡） |
| --- | ----------------------- | ----------------------- | ----------------------- | --------------------------- | ----------------------- | --------------------------- |
| 2021年 （令和3年） | x                       | （前相撲）              | 西序ノ口15枚目 6–1      | 東序二段52枚目 優勝 7–0     | 東三段目52枚目 6–1      | 東三段目2枚目 3–4           |
| 2022年 （令和4年） | 東三段目19枚目 7–0      | 西幕下14枚目 4–3        | 東幕下10枚目 2–5        | 西幕下20枚目 3–4            | 東幕下31枚目 2–5        | 西幕下47枚目 4–3            |
| 2023年 （令和5年） | 東幕下38枚目 4–3        | 東幕下30枚目 3–4        | 東幕下39枚目 4–3        | 西幕下31枚目 3–4            | 西幕下37枚目 5–2        | 東幕下23枚目 3–4            |
| 2024年 （令和6年） | 東幕下28枚目 4–3        | 東幕下22枚目 1–6        | 西幕下44枚目 5–2        | 東幕下28枚目 3–4            | 西幕下39枚目 3–4        | 西幕下48枚目 優勝 7–0       |
| 2025年 （令和7年） | 東幕下5枚目 1–6         | 西幕下19枚目 1–3–3      | 東幕下42枚目 5–2        | 東幕下25枚目 4–3            | x                       | x                           |
| 各欄の数字は、「勝ち-負け-休場」を示す。 優勝 引退 休場 十両 幕下 三賞：敢=敢闘賞、殊=殊勲賞、技=技能賞 その他：★=金星 番付階級：幕内 - 十両 - 幕下 - 三段目 - 序二段 - 序ノ口 幕内序列：横綱 - 大関 - 関脇 - 小結 - 前頭（「#数字」は各位内の序列） |                         |                         |                         |                             |                         |                             |

## 改名歴
- 長内 孝樹 （おさない こうじゅ）2021年3月場所 -